# Johann Ludwig Fricker
Johann Ludwig Fricker (* 14. Juni 1729 in Stuttgart; † 13. September 1766 in Dettingen an der Erms) war ein württembergischer Pfarrer und Vertreter des Pietismus.

## Leben
Fricker war der Sohn eines Barbiers aus Stuttgart, die Mutter stammte aus einer Kaufmannsfamilie. Er studierte als Stiftler in Tübingen von 1747 an Philosophie und Naturwissenschaften und hatte in dieser Zeit schon eine starke Neigung zu Mathematik und Musik. Von 1749 bis 1752 studierte er Theologie. Gläubige Mitstudenten wie Karl Heinrich Rieger (1726–1791) und Magnus Friedrich Roos (1727–1803) hatten in dieser Zeit großen Einfluss auf das theologische Denken Frickers. Durch diese bekam er auch Kontakt mit Johann Albrecht Bengel, nach dessen Erbauungsrede in einem Tübinger Stipendium Fricker bekehrt wurde.
Durch das Studium der Bengelschen Schriften verfestigte sich sein Glaube. In der Folge wurde er vor allem von Friedrich Christoph Oetinger in Walddorf bei Tübingen sowie von Friedrich Christoph Steinhofer in Dettingen an der Erms beeinflusst. Durch Oetinger wurde Fricker auch in die Physik und Mathematik eingeführt und bekam durch diesen eine Stelle als Mitarbeiter des Konstrukteurs Johann Georg Neßtfell aus Wiesentheid in Franken, um diesem beim Bau einer astronomischen Weltmaschine zu helfen.
Um diese Maschine dem Kaiser in Wien vorzuführen, nahm Neßtfell Fricker mit auf die Reise an den kaiserlichen Hof. Von dort aus zog er weiter in die Markgrafschaft Mähren und das zum Königreich Ungarn gehörende Oberungarn (die heutige Slowakei), wo er seine naturwissenschaftlichen und astronomischen Kenntnisse vertiefte. Bei dieser Reise besuchte er in Mähren den Prämonstratenser Prokop Diwisch in Brenditz bei Znaim, einen der ersten Erforscher elektrischer Erscheinungen, dessen Lehren er in Mitteleuropa verbreiten wollte.
1753 wurde Fricker Hauslehrer in Stuttgart. Er unterrichtete dort einen Neffen des Pietisten Friedrich Christoph Oetinger, Eberhard Christoph Ritter und Edlen von Oetinger (1743–1805), dessen spätere mit Goethe verwandte und befreundete Ehefrau (seit 1784), Charlotte (Edle von Oetinger, geborene von Barckhaus genannt von Wiesenhütten, 1756–1823), 1774 von Goethe im Briefroman Die Leiden des jungen Werthers in der literarischen Figur der 'zweiten Lotte', Fräulein von B.., verewigt wurde. Seit 1755 wirkte Fricker in einer mennonitischen Familie in Amsterdam, von wo er mit seinem Schüler auch eine Reise nach London unternahm und lernte dort unter anderem die Methodisten John Wesley und George Whitefield kennen. 1760 kehrte er nach Württemberg zurück und besuchte auf dieser Reise verschiedene Städte am Niederrhein sowie das Wuppertal. Dabei kam er in Kontakt mit Samuel Collenbusch, Matthias Jorissen, Johann Christian Henke und Gerhard Tersteegen und wurde so zu einem der Vermittler zwischen Friedrich Christoph Oetinger und den niederländischen bzw. niederrheinischen Pietisten.

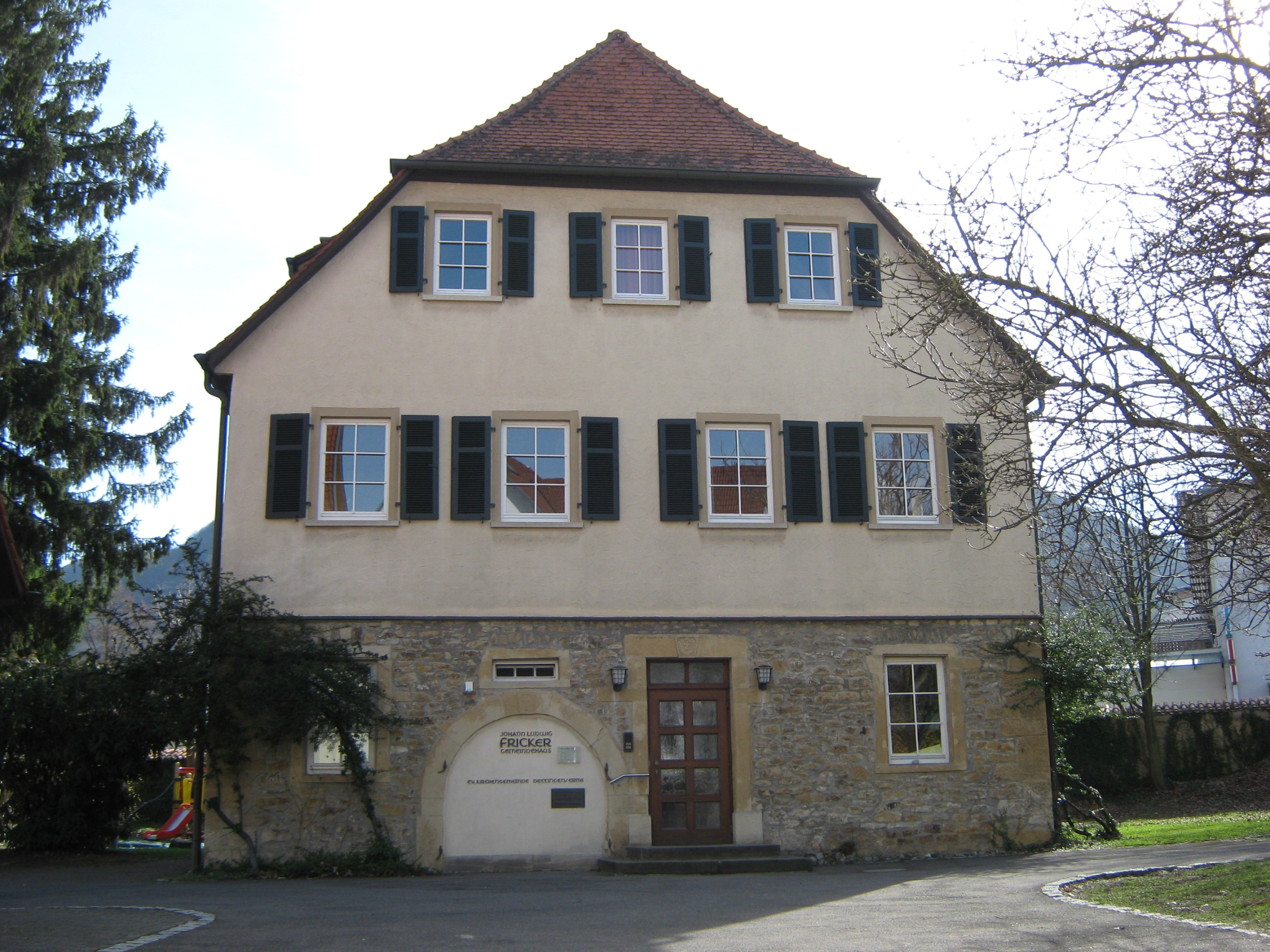
Das ehemalige Pfarrgebäude und heutige Johann-Ludwig-Fricker-Haus in Dettingen an der Erms

In Württemberg übernahm er 1761 das Amt des Pfarrverwesers in Kirchheim unter Teck, danach war er Vikar in Uhingen an der Fils und danach, von 1762 bis 1764, Diakonus, d. h. Zweiter Pfarrer, in Dettingen an der Erms sowie Pfarrer in der Filialgemeinde Hülben, wo er den wesentlichen Anstoß für die Einführung des Pietismus gab. Dabei hatte er in der Hülbener Schulmeistersgattin Anna Katharina Kullen, verwitwete Schilling, geb. Buck, sowie dem Dettinger Bäckermeister Christoph Handel (1720–1800) eifrige Unterstützer. Fricker, der nach eigenem Bekunden eine trockene, herbe und wortkarge Natur war und an seine Gemeinde hohe theologische Ansprüche stellte, zog bei seinen Erbauungsstunden zeitweise zwei- bis dreihundert Teilnehmer an. Er verwies im Sinne des auf tätiges Christentum, die praxis pietatis, dringenden Pietismus auf die Bedeutung des Jakobusbriefs in Ergänzung zum Römerbrief, den er ebenfalls besonders hoch schätzte.
Fricker war der begabteste Schüler von Friedrich Christoph Oetinger und der geistliche Vater einer großen Anzahl pietistischer Hausgemeinschaften auf und unter der mittleren Schwäbischen Alb. Mit dem Denken Oetingers deckte sich seine Auffassung, dass die damals aufstrebende Naturwissenschaft von der Bibel aus zu verstehen und in sie hineinzubauen sei. Von Oetinger wurde er auch in das Denken der Kabbala eingeführt. Bengel wiederum überzeugte ihn dahingehend, dass im Jahre 1836 das erste Millennium, eine glückliche Zeit von 1000 Jahren, bevorstehe.
Fricker war auch Musiktheoretiker und beeinflusste als solcher wahrscheinlich den Dichter Friedrich Hölderlin, der den Ausdruck „die Dissonanzen der Welt“ im Schlussteil seines Romans Hyperion wohl aus einer kabbalistisch-musiktheoretischen Abhandlung Frickers übernahm. Da Oetingers Schrift über Die Eulerische Und Frickerische Philosophie Ueber Die Music, Als ein Grund zum Neuen Philosophischen System 1767 in der zensurfreien, freimaurerfreundlichen Stadt Neuwied gedruckt wurde, wurde Frickers Musiktheorie auch in der Neuwieder Loge Karoline zu den Drei Pfauen bekannt, der später Ludwig van Beethovens wichtigster Bonner Lehrer, der Musikdirektor Christian Gottlob Neefe (1748–1798), angehörte. Oetingers Schrift wurde 1770 nochmals in Oetingers Sammelband Die Metaphysic in Connexion mit der Chemie abgedruckt, der in die Bibliothek des Freimaurers Wolfgang Amadeus Mozart gelangte. Wien war zu Mozarts Zeit eine Hochburg von Alchemisten, Rosenkreuzern, Freimaurern und Illuminaten und Oetinger bekundete als Alchemist und Theosoph Sympathien für „die Frey-Mäurer ersten Rangs“.
Fricker wurde auch durch seine physikalischen Überlegungen durch ein Standardwerk von Max Jammer über den Raum ansatzweise Albert Einstein, dem Verfasser eines Vorworts zu Jammers Buch, durch seine Vorstellungen über eine vierte Dimension, anderen auch über die Elektrizität, die er theologisch begründete, bekannt.
In neuerer Zeit förderte besonders der Konzertpianist und Musikwissenschaftler Herbert Henck (Deinstedt), ein Mitarbeiter Karlheinz Stockhausens, das Interesse der musikwissenschaftlichen, technikgeschichtlichen und kirchengeschichtlichen Forschung an Johann Ludwig Fricker und seinem technologischen Lehrmeister, dem Kunstschreiner Johann Georg Neßtfell.

## Schriften
- Die Weisheit im Staube, d. i. Anweisung, wie man unter den allergewöhnlichsten u. gemeinsten Umständen, die man gleichwie Staub gering ansieht u. wenig beachtet, auf die einfältig leitende Stimme Gottes bei sich merken soll, 1. Aufl. [o. O.] 1775.